# Symphlebia neja
Symphlebia neja är en fjärilsart som beskrevs av William Schaus 1905. Symphlebia neja ingår i släktet Symphlebia och familjen björnspinnare. Inga underarter finns listade i Catalogue of Life.